# L'accalappiastreghe
L'accalappiastreghe è un romanzo di Walter Moers pubblicato per la prima volta in Germania nel 2007 e in Italia nel 2008. È il quinto libro del Ciclo di Zamonia. 

## Trama
Nella spettrale cittadina di Sledwaya (''"la località più malata di tutta Zamonia"'') Eco, un cratto (vedi sotto) sta per morire di fame dopo la morte della sua padrona. I cratti infatti sono uguali ai gatti, ma hanno tre caratteristiche eccezionali: la parola, l'incredibile memoria e la presenza di un fegato supplementare. Proprio a tre o quattroun'agonia tremenda, Eco incontra Malfrosto, un accalappiastreghe (o in altre parole colui che ''gestisce'' l'attività delle strege) che stranamente perseguita le streghe in modo estremamente sadico. Malfrosto propone a Eco un patto: il suo grasso in cambio di una luna di divertimenti e prelibatezze continue.
Malfrosto accoglie il cratto nella sua dimora, un lugubre castello costruito in un tipo indistruttibile di pietra nera da una specie estinta di nani, i nani rugginosi, dove svolge i suoi esperimenti alchemici. Fin dalla prima sera, l'accalappiastreghe rimpinza Eco con piatti raffinatissimi e lo sistema nella stanza più accogliente del castello. Eco inizialmente si lascia viziare da Malfrosto ma quando si accorge che ha perso la sua agilità e che presto verrà ucciso decide di rimettersi in forma e studia un piano per scappare. Il cratto torna in città dove fa conoscenza con la shokkia Inazuela Anazazi, una sorta di sciamana dall'aspetto raccapricciante.  Ella è l'ultima della sua specie ad essere rimasta in città perché innamorata di Malfrosto e dunque decide di sfruttare il cratto per somminiatrare all'accalappiastreghe una pozione d'amore che si rivelerà un fiasco. Malfrosto si libererà di Inazuela spingendola dall'alto del suo maniero ma, mentre sta per uccidere Eco, un fantasma cotto, un fantasma uscito da una pozione, farà risvegliare le creature impagliate all'interno del castello. Nel frattempo degli alberi stregati, che facevano da casa a Inazuela, per vendicare la loro amica, fanno crollare il maniero. Eco sarà l'unico superstite poiché verrà salvato da Fjodor F. Fjodor, un gufo monocolo suo amico.

## Ricette
ESSENZA DI POMODORO AL PROFUMO DI ZAFFERANO
Pelare i pomodori della qualità migliore e stenderli su un telo steso sopra una pentola. Durante i tre giorni successivi la polpa del pomodoro cadrà nella pentola. Bisogna ora aggiungere un pizzico di sale, zucchero e dodici fili di zafferano. Lasciare condensare per ventiquattro ore al calore di una fiamma minima senza mai far bollire. 
LO GNOCCO
La polpa si ricava dai tonni di Tantacqua. Con questa polpa preparare l'impasto con sale, qualche erbetta e minuzzoli bruniti di cipolla.  Dare la forma dello gnocco e avvolgere in una foglia di riso sottile come l'alito su una lastra di vetro. Appendere lo gnocco su una pentola piena di tè azzurro per settemila battiti del cuore. Liberare dalla foglia e cospargere con l'essenza di pomodoro.

## Specie presenti nel libro
- Cratto: particolare specie di gatto domestico, che si differenzia per la sua capacità di parlare e per l'avere due fegati.
- Pellestrello: parente zamonico dei pipistrelli, dei quali condivide abitudini sociali ed alimentari. A posto del pelo ha un'epidermide quasi impenetrabile. Sono alleati con Malfrosto perché, in cambio di rifugio, diffondono malattie nella città.  Sono sempre assetati di sangue.
- Scarpolufo: Specie monocola di gufo, ovvero con un occhio solo. Eco ne conosce solo uno: Fjodor F. Fjodor, saggio e disciplinato.
- Shokkia: strega dall'aspetto orripilante capace di predire il futuro e di preparare pozioni magiche. Anche di questa specie Eco ne conoscerà solamente una: Inazuela Anazazi, una shokkia innamorata di Malfrosto molto scarsa nella sua professione.

## Edizioni
- Walter Moers, L'accalappiastreghe, traduzione di Umberto Gandini, collana nessuna, Salani, 2008,  p. 413, ISBN 978-88-8451-963-4.